# Matthew Richardson
Matthew Richardson (ur. 17 kwietnia 1999 w Maidstone) – australijski kolarz torowy pochodzenia brytyjskiego, trzykrotny medalista igrzysk olimpijskich, wielokrotny medalista mistrzostw świata.

## Kariera
Pierwsze medale w karierze zdobył w 2017 roku, kiedy zwyciężał w sprincie indywidualnym i drużynowym na mistrzostwach Australii juniorów. Na rozgrywanych trzy lata później mistrzostwach świata w Berlinie wywalczył brązowy medal w sprincie drużynowym. Następnie zdobył złote medale indywidualnie i drużynowo podczas igrzysk Wspólnoty Narodów w Birmingham w 2022 roku. Parę miesięcy później wywalczył kolejne dwa medale na mistrzostwach świata w Yvelines. Najpierw razem z kolegami z reprezentacji zwyciężył w sprincie drużynowym. Cztery dni później wywalczył srebro w sprincie indywidualnym, rozdzielając Holendra Harriego Lavreysena i swego rodaka Matthew Glaetzera.
Startował na igrzyskach olimpijskich w Tokio, gdzie zajął 4. miejsce w sprincie drużynowym, 13. w keirinie i 22. w sprincie indywidualnym.